# Boquerón (Las Piedras)
Boquerón es un barrio ubicado en el municipio de Las Piedras en el estado libre asociado de Puerto Rico. En el Censo de 2010 tenía una población de 1824 habitantes y una densidad poblacional de 245,3 personas por km².

## Geografía
Boquerón se encuentra ubicado en las coordenadas 18°12′24″N 65°50′30″O / 18.20667, -65.84167. Según la Oficina del Censo de los Estados Unidos, Boquerón tiene una superficie total de 7.44 km², de la cual 7.43 km² corresponden a tierra firme y (0.07%) 0.01 km² es agua.

## Demografía
Según el censo de 2010, había 1824 personas residiendo en Boquerón. La densidad de población era de 245,3 hab./km². De los 1824 habitantes, Boquerón estaba compuesto por el 71.22% blancos, el 12.5% eran afroamericanos, el 0.27% eran amerindios, el 0.11% eran asiáticos, el 10.53% eran de otras razas y el 5.37% pertenecían a dos o más razas. Del total de la población el 99.45% eran hispanos o latinos de cualquier raza.